# Teresa Guiccioli

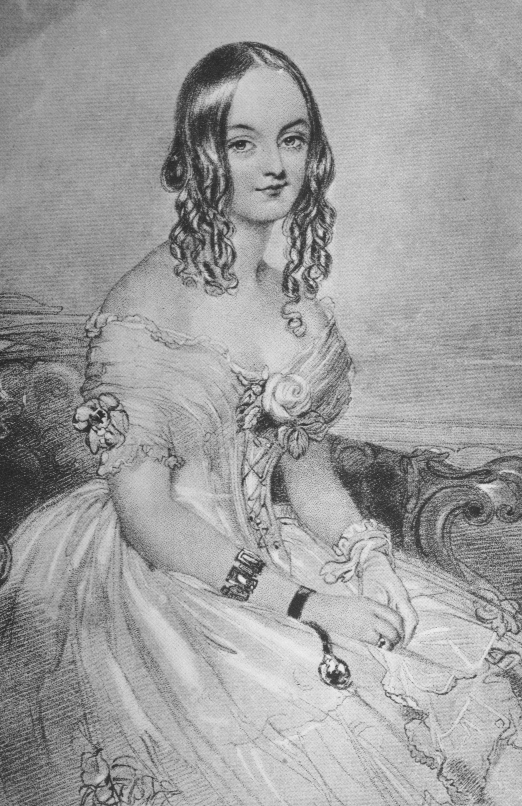
Teresa, Contessa Guiccioli, omstreeks 1820

Teresa, Contessa Guiccioli (1800 - 1873) was de minnares van Lord Byron terwijl hij in Ravenna woonde en bezig was met het schrijven van de eerste vijf canto's van Don Juan. Zij schreef na zijn dood het biografische deel over Lord Byrons verblijf in Italië.
Toen ze Byron ontmoette was ze nog maar 19 jaar, en getrouwd met een man die bijna drie keer zo oud was. Byron was op dat ogenblik een fat met grijzend haar aan het worden, maar Teresa's aanwezigheid gaf hem nieuwe energie en leek zijn leven te veranderen. Byron volgde haar naar Ravenna, en later vergezelde ze hem terug naar Venetië. Byron keerde terug naar Ravenna in januari 1820 en won de sympathie en vriendschap van haar vader en broer, graven Ruggero en Pietro Gamba, die hem inwijdden in de geheime genootschap van de Carbonari, revolutionairen die Italië wilden bevrijden van de Oostenrijkse overheersing. Daar schreef Byron onder meer cantos III, IV en V van Don Juan. Teresa's relatie met Byron duurde tot 1823, toen de dichter Italië verliet en naar Griekenland trok. Vervolgd door de autoriteiten vanwege haar vriendschap met een 'gevaarlijke man', moest Teresa's familie eerst van Ravenna naar Pisa, en uiteindelijk naar Genève vluchten.
Haar manuscript Vie de Lord Byron en Italie werd in 2005 door Michael Rees vertaald in het Engels als "Lord Byron's Life in Italy".
Alexandre Dumas nam haar als minder belangrijk personage op in zijn roman De graaf van Monte Cristo, waarbij zij de schuilnaam  "Gravin G-" droeg. Lord Byron maakte ook gebruik van deze verkorte naam in zijn dagboeken. 